# Haloch (gemeente)
Haloch (Oekraïens: Галоч, Hongaars: Gálocs) is een gemeente en een dorp in Oekraïne in de oblast Transkarpatië in de rajon Oezjhorod. De gemeente heeft 1.151 inwoners (2001) en is direct gelegen aan de grens met Slowakije.
De gemeente bestaat uit de dorpen:
- Галоч (Haloch) (Hongaars: Gálocs), 498 inwoners in 2001 (87,95% Hongaren)
- Батфа (Batfa) (Hongaars:Bátfa), 231 inwoners in 2001 (79,65% Hongaren)
- Палло (Pallo)(Hongaars: Palló), 422 inwoners in 2001 (72,99% Hongaren)

In totaal zijn er 1.151 inwoners waarvan er 80,8% behoren tot de Hongaarse minderheid in Oekraïne.
Dat de meerderheid van de inwoners behoort tot de Hongaarse minderheid in Oekraïne is te verklaren aan de hand van de geschiedenis. In het verleden behoorde de gemeente tot Hongarije, met het Verdrag van Trianon kreeg Tsjecho-Slowakije het gebied na 1920 in handen. Na de Tweede Wereldoorlog werd het gebied ingenomen door de Russen en werd het onderdeel van de Sovjet-Unie.

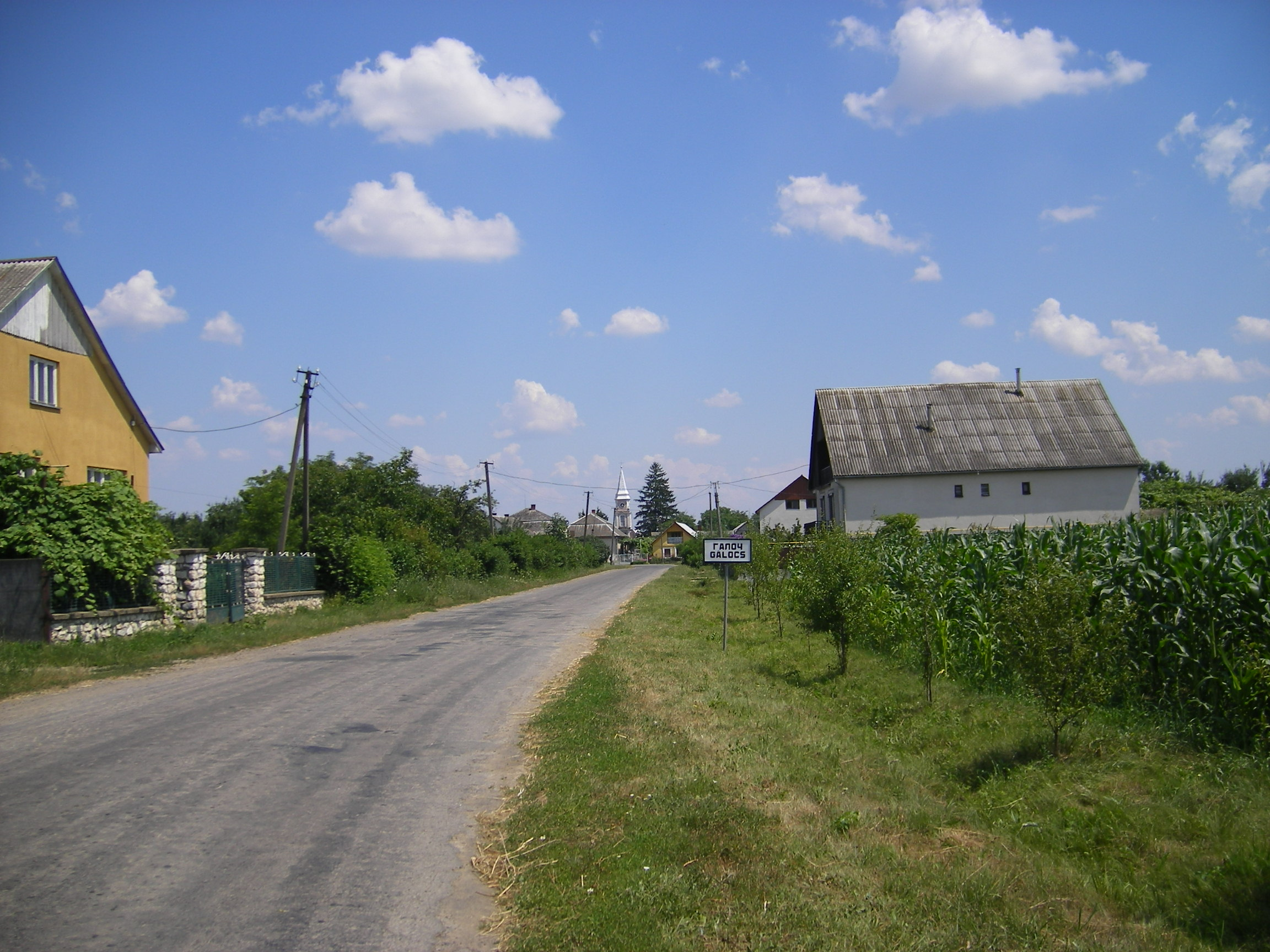
Entree van het dorp Haloch